# Brandon Fernandes
Brandon Fernandes (ur. 20 września 1994 w Margao) – indyjski piłkarz grający na pozycji pomocnika w klubie FC Goa oraz reprezentacji Indii. W swojej karierze grał w zespołach takich jak: Sporting Goa, Mumbai City, Mohun Bagan i Churchill Brothers. W reprezentacji zadebiutował 5 czerwca 2019 w meczu z Curaçao. W 2021 zdobył z kadrą Mistrzostwa SAFF.